# Pachyptera
Pachyptera, biljni rod iz porodice katalpovki smješten u tribus Bignonieae. Sastoji se od 6 vrsta lijana rasprostranjenih po tropskojh Americi, od Brazila i Bolivije na jugu do Gvatemale na sjeveru. Vrsta Pachyptera ventricosa izvorno je opisana u Mansoa, ali je kasnije prebačena u Pachyptera na temelju morfoloških sličnosti. 

## Opis
Lijane.

## Vrste
1. Pachyptera aromatica (Barb.Rodr.) L.G.Lohmann
2. Pachyptera erythraea (Dugand) A.H.Gentry
3. Pachyptera incarnata (Aubl.) J.N.C.Franc. & L.G.Lohmann
4. Pachyptera kerere (Aubl.emend.Splitg.) Sandwith, tipična kao Pachyptera foveolata DC.
5. Pachyptera linearis J.N.C.Franc. & L.G.Lohmann
6. Pachyptera ventricosa (A.H.Gentry) L.G.Lohmann

## Sinonimi
- Leucocalantha Barb.Rodr.; Vellosia, ed. 2, 1: 46 (1891)
- Sererea Raf.; Sylva Tellur.: 107 (1838)